# Rod Laver
Rodney George (Rod) Laver (Rockhampton, 9 augustus 1938) is een voormalig tennisser uit Australië. De linkshandige Laver wordt beschouwd als een van de grootste tennissers aller tijden. In 1981 werd hij opgenomen in de internationale Tennis Hall of Fame.
In zijn carrière heeft hij 52 enkelspeltitels gewonnen. Hij heeft als enige in de tennisgeschiedenis (zowel bij de mannen als bij de vrouwen) twee keer het Calendar Grand Slam gewonnen: in 1962 als amateur en in 1969 als professional. Dat wil zeggen dat hij tweemaal alle vier de grandslamtoernooien in één kalenderjaar heeft gewonnen. In totaal won hij elf grandslamtitels, waaronder viermaal Wimbledon.
Hierbij moet worden opgemerkt dat Laver in de jaren 1963 tot en met 1967 geen grandslamtoernooien mocht spelen, omdat hij in 1962 professional geworden was. In die periode won hij acht Major Pro's Championships. Pas vanaf 1968, toen het open tijdperk begon en het onderscheid tussen amateurs en proftennissers was opgeheven, kon hij weer deelnemen aan de vier belangrijkste toernooien.
In het dubbelspel behaalde hij tevens 27 titels. Pas op 41-jarige leeftijd zwaaide Laver in 1979 af in de tennissport.

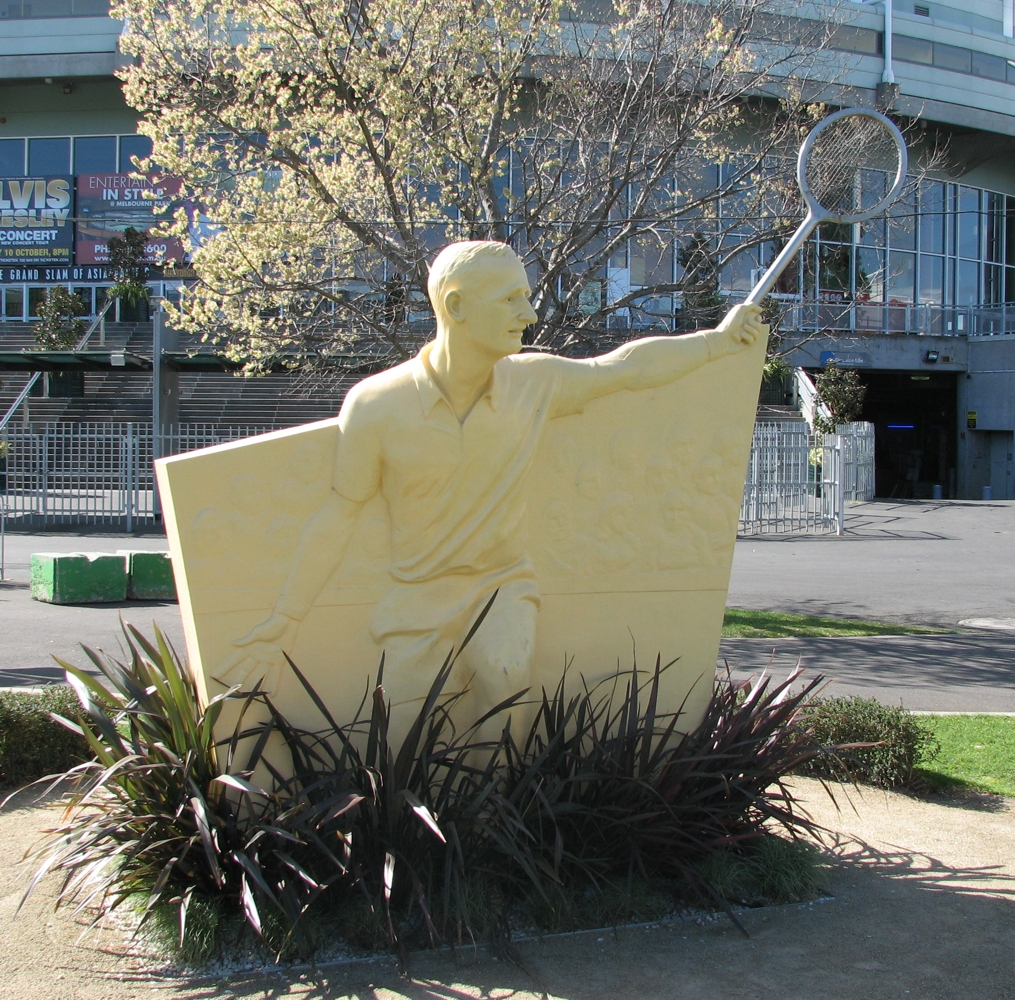
Standbeeld van Laver voor het naar hem vernoemde tennisstadion

In 2000 werd het stadion waar de finale van het Australian Open in Melbourne wordt gespeeld, naar hem vernoemd; de Rod Laver Arena. En in 2017 werd een naar hem genoemd toernooi, de Laver Cup, gestart.

## Resultaten grandslamtoernooien
| Legenda | Legenda                          |
| ------- | -------------------------------- |
| g.t.    | geen toernooi gehouden           |
| l.c.    | lagere categorie                 |
| –       | niet deelgenomen                 |
| G       | uitgeschakeld in de groepsfase   |
| 1R      | uitgeschakeld in de eerste ronde |
| 2R      | uitgeschakeld in de tweede ronde |
| 3R      | uitgeschakeld in de derde ronde  |
| 4R      | uitgeschakeld in de vierde ronde |
| KF      | uitgeschakeld in de kwartfinale  |
| HF      | uitgeschakeld in de halve finale |
| F       | de finale verloren               |
| W       | het toernooi gewonnen            |
| w-v     | winst/verlies-balans             |

### Enkelspel
| Australian Open | 1R | 1R | 2R | 3R | W  | F  | W | –  | W | –  | 3R | –  | –  | –  | –  | –  |
| Roland Garros   | 1R | –  | –  | 3R | 3R | HF | W | F  | W | –  | –  | –  | –  | –  | –  | –  |
| Wimbledon       | 1R | –  | 3R | F  | F  | W  | W | W  | W | 4R | KF | –  | –  | –  | 2R | 2R |
| US Open         | 1R | –  | 4R | KF | F  | F  | W | 4R | W | 4R | –  | 4R | 3R | 4R | –  | –  |

### Mannendubbelspel
| Australian Open | 1R | W | W  | W  | HF | –  | W  | –  | KF | –  | – | –  | –  | –  |
| Roland Garros   | –  | – | –  | W  | –  | F  | F  | –  | –  | –  | – | –  | –  | –  |
| Wimbledon       | 1R | F | HF | HF | HF | HF | HF | KF | W  | –  | – | –  | 1R | 1R |
| US Open         | –  | – | F  | –  | –  | 2R | HF | F  | –  | 3R | F | 3R | –  | –  |